# Doxocopa nitoris
Doxocopa nitoris är en fjärilsart som beskrevs av Hans Fruhstorfer 1907. Doxocopa nitoris ingår i släktet Doxocopa och familjen praktfjärilar. Inga underarter finns listade i Catalogue of Life.